# Under Two Flags (1936)
Under Two Flags is een Amerikaanse avonturenfilm uit 1936 onder regie van Frank Lloyd. Het scenario is gebaseerd op de gelijknamige roman uit 1867 van de Britse auteur Ouida. Destijds werd de film in Nederland uitgebracht onder de titel Onder twee vlaggen.

## Verhaal
Sergeant Victor sluit zich aan bij het Frans Vreemdelingenlegioen, nadat hij de schuld op zich heeft genomen voor een misdaad van zijn broer. In Algerije wordt de zangeres Cigarette verliefd op hem. Dat is niet naar de zin van majoor Doyle, die zelf een oogje heeft op Cigarette. Hij stuurt Victor op een gevaarlijke missie om hem uit te schakelen.

## Rolverdeling
| Acteur             | Personage           |
| ------------------ | ------------------- |
| Ronald Colman      | Sergeant Victor     |
| Claudette Colbert  | Cigarette           |
| Victor McLaglen    | Majoor Doyle        |
| Rosalind Russell   | Venetia Cunningham  |
| Gregory Ratoff     | Ivan                |
| Nigel Bruce        | Kapitein Menzies    |
| C. Henry Gordon    | Luitenant Petaine   |
| Herbert Mundin     | Rake                |
| John Carradine     | Cafard              |
| Lumsden Hare       | Lord Seraph         |
| J. Edward Bromberg | Kolonel Ferol       |
| Onslow Stevens     | Sidi-Ben Youssiff   |
| Fritz Leiber       | Franse gouverneur   |
| Thomas Beck        | Pierre              |
| William Ricciardi  | Vader van Cigarette |
| Frank Reicher      | Franse generaal     |
| Francis McDonald   | Husson              |
| Harry Semels       | Sergeant Malinas    |
| Nicholas Soussanin | Levine              |
| Douglas Gerrard    | Kolonel Farley      |